# Crazy Joe (film, 2013)
Crazy Joe (též Žoldnéř, v anglickém originále Hummingbird, též Redemption) je britsko-americký akční kriminální film z roku 2013, který napsal a režíroval Steven Knight jako svůj režijní debut. Jason Statham v něm hraje minulostí pronásledovaného veterána, který se spřátelí s katolickou jeptiškou, zaplete se do organizovaného zločinu a pomstí se muži, který bije a zabíjí prostitutky.

## Děj
Joseph Smith, bývalý voják speciálních jednotek a bezdomovec v Londýně, je jedné noci napaden skupinou násilníků. Při útěku se vloupe do luxusního bytu fotografa Damona, který bude osm měsíců mimo město. Joseph se tam usadí, vydává se za jeho partnera a pod jménem Joey Jones začne nový život, zatímco hledá svou kamarádku Isabel, kterou nutili k prostituci právě ti, kdo ho napadli.
Získá práci v čínské restauraci a díky své odvaze při potyčce před podnikem si ho najme pan Choy z čínské mafie jako řidiče a vymahače. Výdělky používá na pomoc bezdomovcům a kupuje dárky sestře Cristině, polské jeptišce, která vede místní jídelnu pro chudé. Cristina mu sdělí, že Isabel byla zavražděna. Rozzuřený Joseph začne pátrat po jejím vrahovi a zjišťuje, že jde o muže jménem Max Forrester.
Zve Cristinu na vernisáž, kde se opije a přizná mu, že v mládí zavraždila svého trenéra gymnastiky, který ji zneužíval. Místo vězení skončila v klášteře. Cítí, že ji vztah s Josephem odvádí od poslání, a chystá se odejít do Afriky. Joseph mezitím získává informaci o Maxově přítomnosti na střešní party výměnou za to, že pomůže pašerákům lidí.
S Cristinou stráví noc těsně před návratem Damona. Poté doručí peníze a fotky své bývalé partnerce Dawn a zavraždí Maxe shozením ze střechy. Cristina ho najde spícího na ulici. Joseph jí přizná, že je na útěku před vojenským soudem za mstu v Afghánistánu, kde zabíjel viníky smrti svých vojáků.
Následující den Cristina dostane dopis. Joseph se přiznává k podání oznámení na pašeráky, splatil své dluhy a znovu zmizí v ulicích. Jako opilý bloumá městem, zatímco ho pronásleduje policie s drony, které mu připomínají ty z Afghánistánu.

## Obsazení
- Jason Statham jako Joseph Smith / Joey Jones, bývalý voják speciálních jednotek
- Agata Buzek jako Sestra Cristina, mladá jeptiška
- Christian Brassington jako Max Forrester
- Vicky McClure jako Dawn
- Benedict Wong jako Mr. Choy
- Ger Ryan jako matka představená
- Victoria Bewick jako Isabel
- Sang Lui jako Tony
- Lillie Buttery jako mladá Cristina
- Youssef Kerkour jako Bouzanis
- Danny Webb jako Damon Caulfield
- Dai Bradley jako Billy
- Bruce Wang jako Tim
- Siobhan Hewlett jako Tracey
- Steven Beard jako Karl